# Астрограф

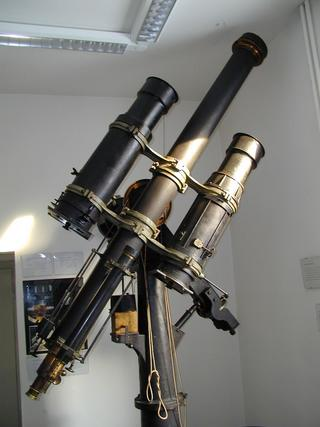

Астрограф (от др.-греч. ἄστρον — светило и γράφω — пишу) — телескоп для фотографирования небесных объектов.
Изначально, со времён изобретения Галилея, телескопы предназначались исключительно для визуальных наблюдений. В конце XIX века, с изобретением фотографии, в астрономию прочно вошёл фотографический метод наблюдений. В фокальную плоскость телескопа вставлялась фотопластинка или, реже, фотоплёнка, на которой запечатлялись требуемые объекты. Специализированные телескопы, предназначавшиеся только для фотографических наблюдений, получили название астрографов или камер.
Теперь в качестве фотоприёмников используются ПЗС-камеры.
В наше время крупные инструменты предназначены в основном для фотографических наблюдений. 
Классические астрографы, типичный представитель которых — астрограф-рефрактор Carte du Ciel, имели фокусное расстояние порядка 3,5 метра, апертуру — 34 сантиметров; использовались пластинки 13 × 13 сантиметров с соответствующим полем зрения 2°10′ и масштабом изображения порядка 60′′ в миллиметре. Объектив — двухлинзовый с целью уменьшить хроматическую аберрацию.
В настоящее время астрографы используют для астрометрии малых планет и комет и для изучения локальных собственных движений в звёздных скоплениях.